# Theodore av Tarsus
Theodore av Tarsus, sannolikt född 602 i Tarsus i Turkiet, död 19 september 690, i Canterbury, var ärkebiskop av Canterbury från 668 till 690. Han reformerade den engelska kyrkan och grundade en skola i Canterbury.
Theodores liv kan indelas i tiden innan hans ankomst till Storbritannien som ärkebiskop av Canterbury å ena sidan, och hans ärkebiskopstid å den andra sidan. Forskningen om Theodore har vanligen fokuserat på hans tid som ärkebiskop eftersom den vederläggs av Beda venerabilis verk Historia ecclesiastica gentis Anglorum och i Stefan av Ripons Vita Sancti Wilfrithi. Ingen källa nämner direkt Theodores tidigare liv, men Michael Lapidge och Bernard Bischoff har rekonstruerat hans liv genom en studie av texter från Canterburyskolan.
Som ärkebiskop av Canterbury hade Theodore en viktig roll i att ena den engelska kyrkan. Beda Venerabilis skriver om honom att var den förste som hela den engelska kyrkan åtlydde", och hur Theodore sammankallar, presiderar och formulerar beslutsförslaget vid den första synod som behandlade kyrkans allmänna frågeställningar, Synoden i Hertford. Det är under hans styre som ärkebiskopens av Canterbury roll som primas av hela England börjar ta form, och som den engelska kyrkan inför synodalt styre efter kontinental modell.

### Översättning
Den här artikeln är helt eller delvis baserad på material från engelskspråkiga Wikipedia.